# Kristotomus areolatus
Kristotomus areolatus là một loài tò vò trong họ Ichneumonidae.